# 22644 Matejbel
22644 Matejbel (1998 OZ4) là một tiểu hành tinh vành đai chính được phát hiện ngày 27 tháng 7 năm 1998 bởi P. Pravec và U. Babiaková ở Đài thiên văn Ondřejov.